# Coryphaenoides capito
Coryphaenoides capito és una espècie de peix de la família dels macrúrids i de l'ordre dels gadiformes.

## Morfologia
- Els mascles poden assolir 32,4 cm de llargària total.[4][5]

## Hàbitat
És un peix d'aigües profundes que viu entre 305-1000 m de fondària.

## Distribució geogràfica
Es troba des del Golf de Califòrnia fins al Perú.